# Principato di Arbanon
Il Principato di Arbër o Principato di Arbanon fu un piccolo stato separatasi da Bisanzio dal 1190 al 1255 circa e fu fondata da Progon di Croia, e il suo titolo era quello di "archon" (in greco antico: ἄρχων).

## La "prima Albania"
Arbanon fu il primo stato albanese nel medioevo, all'inizio era nato come vassallo Bizantino e poi come dipendenza del Despotato d'Epiro, successivamente si staccò mantenendo buone relazioni con il Principato di Zeta e con altri stati vicini.

## Sovrani
- Progon (1190–1198)
- Gjin Progoni (1198–1208)
- Dimitri Progoni (1208–1216)
- Gregory Kamonas (1216–?)
- Golem (1252–1255)
- Costantino Chabaron (1256–1257), governatore di Nicea